# Elodes apicalis
Elodes apicalis är en skalbaggsart som beskrevs av Leconte 1866. Elodes apicalis ingår i släktet Elodes och familjen mjukbaggar. Inga underarter finns listade i Catalogue of Life.